# Leonhard Ennen
Leonhard Ennen (Schleiden, 5 marzo 1820 – Colonia, 14 giugno 1880) è stato un archivista e storico tedesco.

## Biografia
I genitori di Leonhard Ennen erano semplici contadini, in particolare dei mezzadri. Dal 1841 al 1844 studiò teologia e filosofia all'Università di Münster e all'Università di Bonn. Prestò servizio come vicario e capo della Stadtschule, scuola cittadina, a Königswinter am Rhein, rimanendo in questa posizione dal 1845 al 1857.

## Opere principali
- Geschichte der Reformation im Bereich der alten Erzdiözese, 1847
- Frankreich und der Niederrhein; 2 volumi, 1856
- Zeitbilder aus der neuern Geschichte der Stadt Köln, mit besonderer Beziehung auf Ferdinand Franz Wallraf, 1857
- Quellen zur Geschichte der Stadt Köln; volumi 1-6, 1850–79
- Geschichte der Stadt Köln; 5 volumi, 1863–75
- Bilder vom alten Köln: Stadtansichten d. 15. bis 18. Jahrhundert u. Beschreibung d. Zustände vom Mittelalter bis nach d. Franzosenzeit.